# 寿子琪
寿子琪（1963年6月—），浙江诸暨人，汉族，中华人民共和国政治人物，全国政协委员，中国农工民主党党员。
曾担任农工党中央委员、上海市委副主委、上海市科学技术委员会主任、上海市生态环境局局长、上海市工商联主席、上海市政协副主席。2008年，当选第十一届全国政协委员，代表中国科学技术协会，分入第二十三组。2018年2月24日，当选为第十三届全国人大代表。